# Бух (Хунсрюк)
Бух (нем. Buch) — община в Германии, в земле Рейнланд-Пфальц.
Входит в состав района Рейн-Хунсрюк. Подчиняется управлению Кастеллаун. Население составляет 922 человека (на 31 декабря 2010 года). Занимает площадь 13,45 км².